# Ricorso gerarchico
Il ricorso gerarchico è una istanza interna stragiudiziale rivolta contro la pubblica amministrazione per gli atti amministrativi.
Si vuole distinguere tra ricorso gerarchico proprio, esperibile nei confronti di un organo gerarchicamente superiore a quello che ha emanato l’atto oggetto di impugnazione e ricorso gerarchico improprio, presentato verso organi che non hanno autorità gerarchicamente superiori come per esempio gli organi collegiali.

## Procedimento
Il ricorrente (che deve essere titolare di un interesse personale, diretto e attuale) può presentare il ricorso entro il termine previsto dalla legge per quel particolare tipo di atto (solitamente 30 gg.) sia all'autorità che ha emanato l'atto (che poi lo spedirà a quella gerarchicamente superiore) sia direttamente all'autorità gerarchicamente superiore.
Il ricorso può presentarsi per gli atti non definitivi (atti che non sono emanati dall'organo di vertice).
Nel caso in cui l'autorità adita sia incompetente essa trasmette automaticamente il ricorso a quella competente.
La comunicazione al controinteressato è solo facoltativa, ma se è fatta prima della decisione occorre attendere 20 giorni affinché il ricorrente produca memorie, documenti o osservazioni a suo favore.
L'attività istruttoria deve essere espletata nel termine previsto, ma se dopo tale termine sorgono motivi nuovi di ricorso (e non motivi che esistevano già al momento del ricorso iniziale) si possono addurre come ulteriore motivo di gravame.
È possibile ottenere una sospensione dell'atto anche d'ufficio, poiché, generalmente, la proposizione del ricorso gerarchico non determina di per sé sospensione.

## La decisione
La decisione può essere in rito (l'organo della p.a. individua delle situazioni di improcedibilità per colpa delle quali non giunge neanche a valutare nel merito il ricorso; per es. il ricorrente non ha l'interesse) oppure nel merito (si analizza in concreto la questione).
Le pronunce sulla domanda possono essere:
- di accoglimento: se viene identificata l'incompetenza dell'organo agente l'atto si annulla; se vengono individuati altri vizi di procedura o nel merito l'atto potrebbe essere riformato o rimandato all'organo che lo ha emanato per le dovute correzioni (dipende da cosa ha chiesto il ricorrente)
- di rigetto. In questo caso la decisione diventa definitiva e la si può impugnare presso il giudice amministrativo. In questo caso si impugna la decisione di rigetto dell'organo gerarchicamente superiore ma in realtà il giudice amministrativo ha automaticamente la possibilità di valutare anche l'atto inizialmente impugnato (teoria dell'assorbimento) in modo tale da offrire al cittadino sia la tutela nei confronti dell'atto di rigetto sia nei confronti dell'atto inizialmente impugnato.

## Il silenzio rigetto/diniego
Caso particolare: se entro 90 giorni dalla presentazione del ricorso l’organo adito non comunica la decisione la richiesta si intende respinta. In questo modo l'atto diviene definitivo, per cui l'unica soluzione è quella di impugnarlo con un ricorso straordinario o con un ricorso all’autorità giurisdizionale competente. In realtà, come stabilito dall'Adunanza Plenaria del Consiglio di Stato del 24 novembre 1989, il silenzio, in certi casi, non assume valore di rigetto, ma di rifiuto di annullamento; ne consegue che, anche dopo la scadenza del termine, l’autorità procedente mantiene la potestà di esaminare i ricorsi e di assumere le decisioni di merito.